# 稲葉智美
稲葉 智美（いなば ともみ、1986年1月15日 - ）は、日本のラジオパーソナリティ。有限会社バスプ所属。

## 来歴・人物
2002年から1年間、アメリカネブラスカ州の公立高校へ留学。ブラスバンドやクワイヤでソロを担当する等、音楽三昧の高校生活を送り、校内の学生表彰で Artist of the Yearに選出される。
明治学院大学国際学部在学中にDate FM「Four Tunes」でデビュー。以降、InterFMなどFM各局に出演中。
海外旅行が趣味で、得意の英語を駆使してアメリカ、ヨーロッパ、アジア(主に中国、韓国、フィリピン)など世界各国を回ることも多々ある。またアート観賞が趣味で、よく美術館やギャラリーに足を運んでいる。
特技は箏(生田流箏曲皆傳)、書道(書道6段)、スキー、乗馬、ユーフォニウム。
2013年、ラジオ局主催のナビゲーターオー ディションで優秀賞を受賞。

## 現在の出演番組
- ZAPPA（J-WAVE 5:00-6:00） 土曜日ナビゲーター、2017年4月 - 2018年3月
- スペシャヘッズ（スペースシャワーTV）ナレーター

## 過去の出演番組
- Four Tunes（Date FM）2007.4 - 2008.3
- NIGHT WALKERS（FM-FUJI）2008.4 - 2009.3
- NIGHT　WALKERS～GLOBAL LINE～（FM-FUJI）2008.4 - 2009.3
- Smilin' Groovin'（Fm yokohama 84.7）2008.8
- PUMP UP RADIO（FM-FUJI）2009.4 - 12
- Yes! Morning（FM-FUJI）月曜・火曜日DJ、2011.4 - 2012.3
- WE LOVE SHONANネッツトヨタ湘南presents SHONAN SUNDAY BEACH（Fm yokohama 84.7 日曜13：11）- 湘南エリアレポーターとして出演、2009.4 - 2010.3
- BARAKAN MORNING (InterFM 7:00-10:00) 月-木曜日アシスタント、2013年11月4日 - 2014年9月30日[1]
- MAKE IT 21（J-WAVE 21:00-21:54）Words In Motionのコーナーに出演、2015年10月 - 2016年3月
- News Delivery -Evening Edition-（JFN 17:00-18:55） 水曜・木曜日DJ、2013年4月3日 - 2016年3月31日[1]